# Eliana Bayer
Eliana do Nascimento Narvais Bayer ou simplesmente Eliana Bayer (Alegrete, 2 de outubro de 1983) é uma gestora pública, política e ativista social brasileira filiada ao Republicanos.

## Biografia
Eliana do Nascimento Narvais Bayer nasceu em Alegrete, Rio Grande do Sul, em 2 de outubro de 1983. É formada em Gestão Pública e possui pós-graduação em Direito Administrativo.
Antes de ingressar na política, atuou como vice-diretora da Fundação de Atendimento Sócio-Educativo (FASE), órgão responsável pela execução das medidas socioeducativas de internação e semiliberdade aplicadas a adolescentes que cometeram atos infracionais no Rio Grande do Sul.

## Trajetória política
Eliana Bayer iniciou sua trajetória política em 2014, quando participava ativamente dos mandatos das cunhadas deputadas, Liziane Bayer e Franciane Bayer.
Em 2019, idealizou e criou o "Projeto Mães Solidárias", uma iniciativa que reúne um grupo de mulheres para prestar solidariedade às gestantes, mães e recém-nascidos em situação de vulnerabilidade social.

### Deputada estadual
Nas eleições estaduais de 2022 foi eleita deputada estadual pelo Republicanos, à uma cadeira na Assembleia Legislativa do Rio Grande do Sul para a 56ª legislatura (2023 — 2027) com 35.288 votos. Foi sua primeira candidatura a um cargo eletivo, tendo obtido votação expressiva em municípios como Porto Alegre (3.280 votos) e Santa Maria (1.650 votos).

#### Atuação parlamentar
Como deputada estadual, Eliana Bayer tem concentrado sua atuação em temas relacionados à proteção da família, defesa dos direitos das mulheres, inclusão de pessoas com Transtorno do Espectro Autista (TEA) e políticas públicas para a juventude.
Em abril de 2025, foi escolhida para presidir a Comissão da Mulher da União Nacional dos Legisladores e Legislativos Estaduais (UNALE). Criada em 2013, a comissão visa promover o fortalecimento da presença e da participação feminina na política nacional através da apresentação de projetos e da articulação de políticas públicas em prol das mulheres brasileiras, com foco em temas como a igualdade de gênero, combate à violência contra a mulher e saúde feminina.
À frente da presidência da Comissão da Mulher da UNALE, Eliana Bayer declarou que pretende contribuir com uma atuação sensível, técnica e comprometida com resultados concretos, dando atenção especial ao avanço de pautas que "promovam dignidade, segurança, saúde, valorização e oportunidades" para as mulheres brasileiras.
Em novembro de 2023, a deputada instalou a Frente Parlamentar em Defesa da Saúde do Homem, uma iniciativa pioneira na Assembleia Legislativa do Rio Grande do Sul. O objetivo da frente é abordar especificamente as questões de saúde masculina, buscando a melhoria nos índices de prevenção, diagnóstico precoce e tratamento de doenças que afetam a população masculina.

#### Projetos de lei
Entre os projetos de lei apresentados por Eliana Bayer na Assembleia Legislativa do Rio Grande do Sul, destacam-se:
- PL 571/2023: Cria o Selo "Empresa Amiga das Pessoas com TEA", aprovado por unanimidade no plenário da Assembleia Legislativa. O projeto visa reconhecer e valorizar empresas que adotam práticas inclusivas para pessoas com Transtorno do Espectro Autista.[8]

- PL 572/2023: Institui a Semana Estadual de Prevenção da Gravidez na Adolescência, também aprovado pela Assembleia Legislativa. O projeto tem como objetivo fortalecer políticas públicas voltadas à prevenção da gravidez precoce, através de ações educativas e de conscientização.[9]

- Projeto de Lei que propõe a Semana de Atenção à Saúde Emocional de Pessoas com TEA: A iniciativa tem como foco a promoção de ações de escuta, acolhimento e apoio emocional para pessoas com Transtorno do Espectro Autista e seus familiares, além de campanhas de conscientização sobre o tema.[10]

#### Bandeiras políticas
As principais bandeiras defendidas por Eliana Bayer em seu mandato como deputada estadual incluem:
- Defesa da família e dos valores cristãos;[5]
- Promoção de políticas públicas para mulheres, com foco em saúde, segurança e oportunidades;[6]
- Inclusão e apoio às pessoas com Transtorno do Espectro Autista e suas famílias;[11]
- Prevenção da gravidez na adolescência e apoio à maternidade;[12]
- Saúde do homem, com foco em prevenção e diagnóstico precoce de doenças.[13]